# Lancelot Hogben
Lancelot Thomas Hogben est un zoologiste et un généticien britannique, né le 9 décembre 1895 à Portsmouth et mort le 22 août 1975.

## Biographie
Il doit sa popularité à ses ouvrages de vulgarisation en science, mathématique et en linguistique. Marxiste, il est un membre actif du Independent Labour Party et a contribué au développement de l'interglossa, une langue artificielle. Il se marie en 1918 avec la mathématicienne et féministe Enid Charles (1894-1972). Il est le fondateur, aux côtés de Sir Julian Huxley (1887-1975) et de John Burdon Sanderson Haldane (1892-1964), du Journal of Experimental Biology.
Hogben grandit à Southsea dans le Hampshire. Ses parents sont membres des Assemblées de Frères mais il rompt avec cette religion très tôt. Il fait ses études au Tottenham County School de Londres. Il étudie la médecine au Trinity College et est diplômé en 1915.
Durant la Première Guerre mondiale, il travaille durant six mois à la Croix-Rouge en France avant de revenir à Cambridge. Il est alors emprisonné comme objecteur de conscience en 1916 mais sa santé s’altère en détention et il est relâché en 1917.
Après un an de convalescence, il commence à enseigner dans des universités à Londres avant de partir en 1922 à l’université d'Édimbourg. Il part après à l’université McGill puis, en 1927, il obtient une chaire de zoologie à l’université du Cap. Il travaille alors sur l’endocrinologie et utilise comme animal de recherche le dactylère du cap (Xenopus laevis). Ses recherches contribuent à l’élaboration de tests de grossesse. Mais la politique raciale régnant en Afrique du Sud le contraint à revenir à Londres en 1930 où il obtient une chaire de biologie sociale à la London School of Economics.
En 1932, aux côtés de John Burdon Sanderson Haldane (1892-1964), Sir Julian Huxley (1887-1975) et Francis Albert Eley Crew (1886-1973), il participe à la fondation de la Society for Experimental Biology (en). Il semble être le seul des quatre à ne pas avoir d’idées eugénistes. Il devient membre de la Royal Society en 1936.
Il part en 1937, à l’université d'Aberdeen où il devient professeur regius d’histoire naturelle. Il signe deux ouvrages de vulgarisation qui deviennent des best-sellers : Mathematics for the Million (1936) et Science for the Citizen (1938). C’est afin, écrit-il, de contribuer à un nouvel ordre démocratique, qu’il met au point une langue nouvelle et internationale, l’interglossa, devenue Glosa.
Durant la Seconde Guerre mondiale, il travaille dans les services de statistique de l’armée britannique. Il est professeur Mason de zoologie à l’université de Birmingham de 1941 à 1947 et professeur de statistiques médicales de 1947 à 1961, année de son départ à la retraite. Il est le premier directeur des études de l’université du Guyana à sa fondation en 1963.

## Œuvres
- Exiles of the Snow, and Other Poems (1918)
- An Introduction to Recent Advances in Comparative Physiology (1924) with Frank R. Winton
- The Pigmentary Effector System. A review of the physiology of colour response (1924)
- Comparative Physiology (1926)
- Comparative Physiology of Internal Secretion (1927)
- The Nature of Living Matter (1930)
- Genetic Principles in Medical and Social Science (1931)
- Mathematics for the Million (1936)
- The Retreat from Reason (1936) Conway Memorial Lecture May 20, 1936
- Science for the Citizen: A Self-Educator Based on the Social Background of Scientific Discovery (1938)
- Political Arithmetic: A Symposium of Population Studies (1938) editor
- Dangerous Thoughts (1939)
- Author in Transit (1940)
- Principles of Animal Biology (1940
- Interglossa: A Draft of an Auxiliary for a Democratic world order, Being an Attempt to Apply Semantic Principles to Language Design (1943)
- The Loom of Language by Frederick Bodmer (1944) editor
- An Introduction to Mathematical Genetics (1946)
- History of the Homeland The Story of the British Background: by Henry Hamilton (1947) editor, No. 4 of Primers for the Age of Plenty
- From Cave Painting To Comic Strip: A Kaleidoscope of Human Communication (1949)
- Chance and Choice by Cardpack and Chessboard (1950)
- Man Must Measure: The Wonderful World of Mathematics (1955)
- Statistical theory. The relationship of probability, credibility and error. An examination of the contemporary crisis in statistical theory from a behaviorist viewpoint (1957)
- The Wonderful World Of Energy (1957)
- The Signs of Civilisation (1959)
- The Wonderful World Of Communication (1959)
- Mathematics In The Making (1961)
- Essential World English (1963) avec Jane Hogben and Maureen Cartwright
- Science in Authority: Essays (1963)
- The Mother Tongue (1965)
- Whales for the Welsh - A Tale of War and Peace with Notes for those who Teach or Preach (1967)
- Beginnings and Blunders or Before Science Began (1970)
- The Vocabulary Of Science (1970) avec Maureen Cartwright
- Astronomer Priest and Ancient Mariner (1972)
- Maps, Mirrors and Mechanics (1973)
- Columbus, the Cannon Ball and the Common Pump (1974)
- How The World Was Explored, avec Marie Neurath et J. A. Lauwerys (dir.)
- Lancelot Hogben: Scientific Humanist (1998) autobiographie, édité par Adrian Hogben et Anne Hogben

## Source
- (en) Cet article est partiellement ou en totalité issu de l’article de Wikipédia en anglais intitulé « Lancelot Hogben » (voir la liste des auteurs) (version du 29 avril 2006).